# سكوت ماثيوز (لاعب اتحاد الرغبي)
سكوت ماثيوز (بالإنجليزية: Scott Matthews)‏ هو لاعب اتحاد الرغبي بريطاني، ولد في 8 فبراير 1994 في كارديف في المملكة المتحدة.